# Selección de fútbol de Serbia
La selección de fútbol de Serbia es el equipo representativo del país en las competiciones oficiales. Su federación está a cargo de la UEFA. La selección se fundó tras la desaparición de Serbia y Montenegro.

## Historia

### Período yugoslavo (1920-1991)
La selección serbia fue la selección nacional de fútbol yugoslava hasta el 4 de febrero de 2003 y, posteriormente, la selección de Serbia y Montenegro hasta el 3 de junio de 2006, cuando Serbia declaró su independencia como Estado sucesor de la Unión Estatal de Serbia y Montenegro. Su nombre, por supuesto, cambió oficialmente al del equipo nacional de fútbol de Serbia el 28 de junio de 2006, mientras que se creó el equipo nacional de fútbol de Montenegro para representar al nuevo estado de Montenegro.
Entre 1921 y 1992, el equipo no existió tal como lo conocemos actualmente, ya que Serbia era parte del Reino de Yugoslavia (1918-1943) y, más tarde, de la República Federal Socialista de Yugoslavia (1945-1991). El equipo nacional de Serbia existió desde 1919 hasta 1921, pero dejó de existir a raíz de la creación del primer Reino de Yugoslavia.
Sin embargo, la Asociación de Fútbol de Serbia es un miembro de la FIFA desde 1921 y miembro de la UEFA desde la creación del organismo europeo en 1954. El equipo nacional de Serbia es reconocido, gracias a un mutuo acuerdo entre la FIFA y la UEFA, como descendiente directo y único de la selección nacional de Yugoslavia. Por lo tanto, el nuevo equipo nacional formado en 1992 heredó el estado completo, los resultados y los logros de Yugoslavia, a diferencia de cualquier otro país resultado de la desintegración de Yugoslavia. En consecuencia, no tuvo que solicitar la membresía de FIFA y la UEFA.
Una situación similar ocurrió tras la decisión de Montenegro de separarse tras un referéndum celebrado el 21 de mayo de 2006. Una vez más, Serbia, que heredó el patrimonio de Serbia y Montenegro, no tuvo que solicitar la membresía de la FIFA y la UEFA, mientras que Montenegro se vio obligado a hacerlo.

### Período como RF Yugoslavia/Serbia y Montenegro (1992-2006)
Con la formación de la República Federal de Yugoslavia, Serbia y Montenegro quedaba representada por un nuevo equipo nacional bajo el mismo nombre de Yugoslavia hasta que los acontecimientos políticos cambiaron el nombre de la nación a Serbia y Montenegro en 2003. Este equipo nacional «yugoslavo», compuesto por jugadores serbios y montenegrinos, fue, sin duda, uno de los conjuntos más brillantes de la historia del fútbol serbio y tuvo a Yugoslavia (en 1998) en el segundo lugar de la clasificación mundial Elo.
De 1992 a 2003, Yugoslavia impresionó al mundo en dos grandes competiciones al alcanzar los octavos de final de la Copa Mundial de la FIFA 1998 y los cuartos de final de la UEFA Euro 2000. La generación de jugadores yugoslavos de 1992-2000 incluía futbolistas de la calidad de Dragan Stojković, Siniša Mihajlović, Predrag Mijatović, Dejan Savićević o Savo Milošević, entre otros jugadores. Después de Yugoslavia, la selección cambió su nombre por el de Serbia y Montenegro en 2003, cuya nación recién nombrada compitió en la Copa Mundial de la FIFA 2006.

### Independencia y regreso a la denominación Serbia

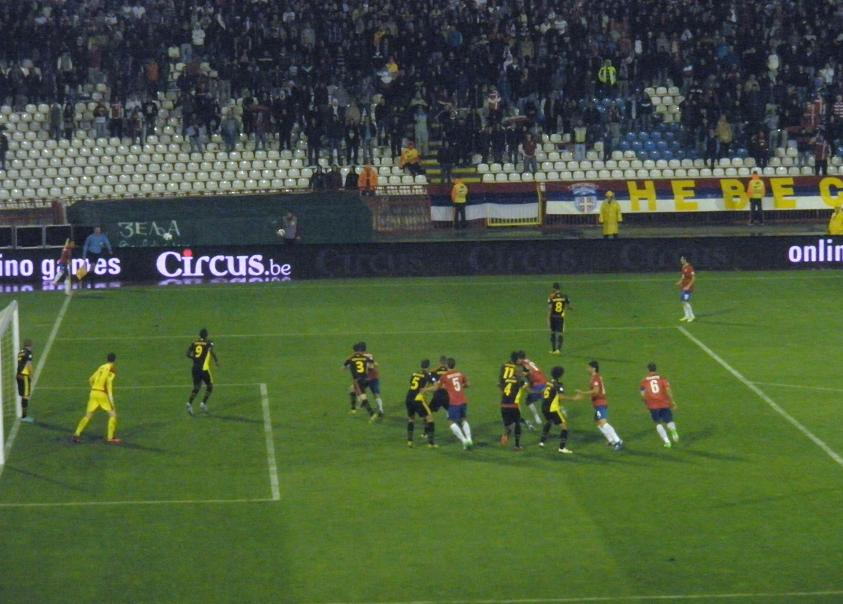
Serbia vs. en el Marakana el 12 de octubre del 2012 en la eliminatoria rumbo a Brasil 2014.

Después de que Montenegro declarase su independencia, Serbia debutó como selección independiente con una victoria por 3-1 sobre la República Checa. El proceso de clasificación de la Euro 2008 comenzó poco después en 2007 y terminó en una decepción para Serbia. El buen comienzo en la calificación se vio ensombrecido por el último tramo de partidos en los que perdió puntos contra Finlandia, Bélgica, Armenia y Kazajistán. Finalmente, terminó tercero, a tres puntos del subcampeón Portugal y campeón del grupo A, Polonia. El primer seleccionador extranjero de Serbia, Javier Clemente, fue despedido tras el fracaso.
Serbia sustituyó a Javier Clemente con Miroslav Đukić, quien dejó el cargo el 19 de agosto del año siguiente sin haber jugado ningún partido oficial debido a varios desacuerdos con la Federación de Fútbol de Serbia.

#### Copa Mundial de Fútbol 2022
Serbia logró clasificar nuevamente al mundial. Accedió al grupo G junto a las selecciones de Brasil, Suiza y Camerún. En su primer partido fue derrotado por la "Verde-amarela" 2-0. Ante Camerún realizó un "Festival de goles" que terminó 3-3. Finalmente fue eliminada por Suiza 3-2. Quedó nuevamente en la primera fase en la 4.° posición de su grupo, con solo 1 punto, 5 goles a favor y 8 en contra.

#### Eurocopa 2024
El 19 de noviembre de 2023 se clasificó por primera vez en la Eurocopa desde que en 2006 se separase con Montenegro.

## Últimos partidos y próximos encuentros
Actualizado al último partido jugado el 10 de junio de 2025.
| Fecha      | Ciudad           | Local      | Resultado | Visitante  | Competición                     |
| ---------- | ---------------- | ---------- | --------- | ---------- | ------------------------------- |
| 16-06-2024 | Gelsenkirchen    | Inglaterra | 1:0       | Serbia     | Eurocopa 2024                   |
| 20-06-2024 | Múnich           | Eslovenia  | 1:1       | Serbia     | Eurocopa 2024                   |
| 25-06-2024 | Múnich           | Serbia     | 0:0       | Dinamarca  | Eurocopa 2024                   |
| 05-09-2024 | Belgrado         | Serbia     | 0:0       | España     | Liga de Naciones UEFA 24/25     |
| 08-09-2024 | Copenhague       | Dinamarca  | 2:0       | Serbia     | Liga de Naciones UEFA 24/25     |
| 12-10-2024 | Leskovac         | Serbia     | 2:0       | Suiza      | Liga de Naciones UEFA 24/25     |
| 15-10-2024 | Córdoba          | España     | 3:0       | Serbia     | Liga de Naciones UEFA 24/25     |
| 15-11-2024 | Zúrich           | Suiza      | 1:1       | Serbia     | Liga de Naciones UEFA 24/25     |
| 18-11-2024 | Leskovac         | Serbia     | 1:1       | Dinamarca  | Liga de Naciones UEFA 24/25     |
| 20-03-2025 | Viena            | Austria    | 1:1       | Serbia     | Liga de Naciones UEFA 24/25     |
| 23-03-2025 | Belgrado         | Serbia     | 2:0       | Austria    | Liga de Naciones UEFA 24/25     |
| 07-06-2025 | Tirana           | Albania    | 0:0       | Serbia     | Clasificación Copa Mundial 2026 |
| 10-06-2025 | Leskovac         | Serbia     | 3:0       | Andorra    | Clasificación Copa Mundial 2026 |
| 06-09-2025 | Riga             | Letonia    | -:-       | Serbia     | Clasificación Copa Mundial 2026 |
| 09-09-2025 | Belgrado         | Serbia     | -:-       | Inglaterra | Clasificación Copa Mundial 2026 |
| 11-10-2025 | Leskovac         | Serbia     | -:-       | Albania    | Clasificación Copa Mundial 2026 |
| 14-10-2025 | Andorra La Vieja | Andorra    | -:-       | Serbia     | Clasificación Copa Mundial 2026 |
| 13-11-2025 | Londres          | Inglaterra | -:-       | Serbia     | Clasificación Copa Mundial 2026 |
| 16-11-2025 | TBD              | Serbia     | -:-       | Letonia    | Clasificación Copa Mundial 2026 |

## Estadísticas

### Copa Mundial de Fútbol
| Año                      | Ronda            | Posición       | PJ             | PG             | PE             | PP             | GF             | GC             | Dif.           | Goleador                            |
| ------------------------ | ---------------- | -------------- | -------------- | -------------- | -------------- | -------------- | -------------- | -------------- | -------------- | ----------------------------------- |
| Como Yugoslavia          |                  |                |                |                |                |                |                |                |                |                                     |
| 1930                     | Cuarto lugar     | 4.º            | 3              | 2              | 0              | 1              | 7              | 7              | 0              | Ivan Beck: 3                        |
| 1934                     | No clasificó     | No clasificó   | No clasificó   | No clasificó   | No clasificó   | No clasificó   | No clasificó   | No clasificó   | No clasificó   | No clasificó                        |
| 1938                     | No clasificó     | No clasificó   | No clasificó   | No clasificó   | No clasificó   | No clasificó   | No clasificó   | No clasificó   | No clasificó   | No clasificó                        |
| 1950                     | Primera ronda    | 5.º            | 3              | 2              | 0              | 1              | 7              | 3              | +4             | Kosta Tomašević: 2                  |
| 1954                     | Cuartos de final | 8.º            | 3              | 1              | 1              | 1              | 2              | 3              | –1             | Milos Milutinovic y Branko Zebec: 1 |
| 1958                     | Cuartos de final | 8.º            | 4              | 1              | 2              | 1              | 7              | 7              | 0              | Todor Veselinović: 3                |
| 1962                     | Cuarto lugar     | 4.º            | 6              | 3              | 0              | 3              | 10             | 7              | +3             | Dražan Jerković: 4                  |
| 1966                     | No clasificó     | No clasificó   | No clasificó   | No clasificó   | No clasificó   | No clasificó   | No clasificó   | No clasificó   | No clasificó   | No clasificó                        |
| 1970                     | No clasificó     | No clasificó   | No clasificó   | No clasificó   | No clasificó   | No clasificó   | No clasificó   | No clasificó   | No clasificó   | No clasificó                        |
| 1974                     | Segunda ronda    | 7.º            | 6              | 1              | 2              | 3              | 12             | 7              | +5             | Dušan Bajević y Stanislav Karasi: 3 |
| 1978                     | No clasificó     | No clasificó   | No clasificó   | No clasificó   | No clasificó   | No clasificó   | No clasificó   | No clasificó   | No clasificó   | No clasificó                        |
| 1982                     | Primera ronda    | 16.º           | 3              | 1              | 1              | 1              | 2              | 2              | 0              | Ivan Gudelj y Vladimir Petrović: 1  |
| 1986                     | No clasificó     | No clasificó   | No clasificó   | No clasificó   | No clasificó   | No clasificó   | No clasificó   | No clasificó   | No clasificó   | No clasificó                        |
| 1990                     | Cuartos de final | 5.º            | 5              | 3              | 1              | 1              | 8              | 6              | +2             | Stojković, Jozić y Pančev: 2        |
| Como Serbia y Montenegro |                  |                |                |                |                |                |                |                |                |                                     |
| 1994                     | No participó     | No participó   | No participó   | No participó   | No participó   | No participó   | No participó   | No participó   | No participó   | No participó                        |
| 1998                     | Octavos de final | 10.º           | 4              | 2              | 1              | 1              | 5              | 4              | +1             | Slobodan Komljenović: 2             |
| 2002                     | No clasificó     | No clasificó   | No clasificó   | No clasificó   | No clasificó   | No clasificó   | No clasificó   | No clasificó   | No clasificó   | No clasificó                        |
| 2006                     | Fase de grupos   | 32.º           | 3              | 0              | 0              | 3              | 2              | 10             | –8             | Nikola Žigić y Saša Ilić: 1         |
| Como Serbia              |                  |                |                |                |                |                |                |                |                |                                     |
| 2010                     | Fase de grupos   | 23.º           | 3              | 1              | 0              | 2              | 2              | 3              | –1             | Milan Jovanović y Marko Pantelić: 1 |
| 2014                     | No clasificó     | No clasificó   | No clasificó   | No clasificó   | No clasificó   | No clasificó   | No clasificó   | No clasificó   | No clasificó   | No clasificó                        |
| 2018                     | Fase de grupos   | 22.º           | 3              | 1              | 0              | 2              | 2              | 4              | –2             | Aleksandar Mitrović y Kolarov: 1    |
| 2022                     | Fase de grupos   | 29°            | 3              | 0              | 1              | 2              | 5              | 8              | –3             | Aleksandar Mitrović: 2              |
| 2026                     | Por disputarse   | Por disputarse | Por disputarse | Por disputarse | Por disputarse | Por disputarse | Por disputarse | Por disputarse | Por disputarse | Por disputarse                      |
| 2030                     | Por disputarse   | Por disputarse | Por disputarse | Por disputarse | Por disputarse | Por disputarse | Por disputarse | Por disputarse | Por disputarse | Por disputarse                      |
| 2034                     | Por disputarse   | Por disputarse | Por disputarse | Por disputarse | Por disputarse | Por disputarse | Por disputarse | Por disputarse | Por disputarse | Por disputarse                      |
| Total                    | 13/22            | 12.º           | 49             | 18             | 9              | 22             | 71             | 71             | 0              | Dražan Jerković: 4                  |

### Eurocopa
| Año                      | Ronda                                                           | Posición                                                        | PJ                                                              | PG                                                              | PE                                                              | PP                                                              | GF                                                              | GC                                                              | Dif.                                                            | Goleador                                                        |
| ------------------------ | --------------------------------------------------------------- | --------------------------------------------------------------- | --------------------------------------------------------------- | --------------------------------------------------------------- | --------------------------------------------------------------- | --------------------------------------------------------------- | --------------------------------------------------------------- | --------------------------------------------------------------- | --------------------------------------------------------------- | --------------------------------------------------------------- |
| Como Yugoslavia          |                                                                 |                                                                 |                                                                 |                                                                 |                                                                 |                                                                 |                                                                 |                                                                 |                                                                 |                                                                 |
| 1960                     | Subcampeón                                                      | 2.º                                                             | 2                                                               | 1                                                               | 0                                                               | 1                                                               | 6                                                               | 6                                                               | 0                                                               | Milan Galić y Dražan Jerković: 2                                |
| 1964                     | No clasificó                                                    | No clasificó                                                    | No clasificó                                                    | No clasificó                                                    | No clasificó                                                    | No clasificó                                                    | No clasificó                                                    | No clasificó                                                    | No clasificó                                                    | No clasificó                                                    |
| 1968                     | Subcampeón                                                      | 2.º                                                             | 3                                                               | 1                                                               | 1                                                               | 1                                                               | 2                                                               | 3                                                               | –1                                                              | Dragan Džajić: 2                                                |
| 1972                     | No clasificó                                                    | No clasificó                                                    | No clasificó                                                    | No clasificó                                                    | No clasificó                                                    | No clasificó                                                    | No clasificó                                                    | No clasificó                                                    | No clasificó                                                    | No clasificó                                                    |
| 1976                     | Cuarto lugar                                                    | 4.º                                                             | 2                                                               | 0                                                               | 0                                                               | 2                                                               | 4                                                               | 7                                                               | –3                                                              | Dragan Džajić: 2                                                |
| 1980                     | No clasificó                                                    | No clasificó                                                    | No clasificó                                                    | No clasificó                                                    | No clasificó                                                    | No clasificó                                                    | No clasificó                                                    | No clasificó                                                    | No clasificó                                                    | No clasificó                                                    |
| 1984                     | Primera ronda                                                   | 8.º                                                             | 3                                                               | 0                                                               | 0                                                               | 3                                                               | 2                                                               | 10                                                              | –8                                                              | Milos Sestic y Dragan Stojković: 1                              |
| 1988                     | No clasificó                                                    | No clasificó                                                    | No clasificó                                                    | No clasificó                                                    | No clasificó                                                    | No clasificó                                                    | No clasificó                                                    | No clasificó                                                    | No clasificó                                                    | No clasificó                                                    |
| 1992                     | Clasificados pero suspendidos por Resolución de Naciones Unidas | Clasificados pero suspendidos por Resolución de Naciones Unidas | Clasificados pero suspendidos por Resolución de Naciones Unidas | Clasificados pero suspendidos por Resolución de Naciones Unidas | Clasificados pero suspendidos por Resolución de Naciones Unidas | Clasificados pero suspendidos por Resolución de Naciones Unidas | Clasificados pero suspendidos por Resolución de Naciones Unidas | Clasificados pero suspendidos por Resolución de Naciones Unidas | Clasificados pero suspendidos por Resolución de Naciones Unidas | Clasificados pero suspendidos por Resolución de Naciones Unidas |
| Como Serbia y Montenegro |                                                                 |                                                                 |                                                                 |                                                                 |                                                                 |                                                                 |                                                                 |                                                                 |                                                                 |                                                                 |
| 1996                     | No participó                                                    | No participó                                                    | No participó                                                    | No participó                                                    | No participó                                                    | No participó                                                    | No participó                                                    | No participó                                                    | No participó                                                    | No participó                                                    |
| 2000                     | Cuartos de final                                                | 8.º                                                             | 4                                                               | 1                                                               | 1                                                               | 2                                                               | 8                                                               | 13                                                              | –5                                                              | Savo Milošević: 5                                               |
| 2004                     | No clasificó                                                    | No clasificó                                                    | No clasificó                                                    | No clasificó                                                    | No clasificó                                                    | No clasificó                                                    | No clasificó                                                    | No clasificó                                                    | No clasificó                                                    | No clasificó                                                    |
| Como Serbia              |                                                                 |                                                                 |                                                                 |                                                                 |                                                                 |                                                                 |                                                                 |                                                                 |                                                                 |                                                                 |
| 2008                     | No clasificó                                                    | No clasificó                                                    | No clasificó                                                    | No clasificó                                                    | No clasificó                                                    | No clasificó                                                    | No clasificó                                                    | No clasificó                                                    | No clasificó                                                    | No clasificó                                                    |
| 2012                     | No clasificó                                                    | No clasificó                                                    | No clasificó                                                    | No clasificó                                                    | No clasificó                                                    | No clasificó                                                    | No clasificó                                                    | No clasificó                                                    | No clasificó                                                    | No clasificó                                                    |
| 2016                     | No clasificó                                                    | No clasificó                                                    | No clasificó                                                    | No clasificó                                                    | No clasificó                                                    | No clasificó                                                    | No clasificó                                                    | No clasificó                                                    | No clasificó                                                    | No clasificó                                                    |
| 2020                     | No clasificó                                                    | No clasificó                                                    | No clasificó                                                    | No clasificó                                                    | No clasificó                                                    | No clasificó                                                    | No clasificó                                                    | No clasificó                                                    | No clasificó                                                    | No clasificó                                                    |
| 2024                     | Primera ronda                                                   | 19.º                                                            | 3                                                               | 0                                                               | 2                                                               | 1                                                               | 1                                                               | 2                                                               | –1                                                              | Luka Jović: 1                                                   |
| 2028                     | Por disputarse                                                  | Por disputarse                                                  | Por disputarse                                                  | Por disputarse                                                  | Por disputarse                                                  | Por disputarse                                                  | Por disputarse                                                  | Por disputarse                                                  | Por disputarse                                                  | Por disputarse                                                  |
| 2032                     | Por disputarse                                                  | Por disputarse                                                  | Por disputarse                                                  | Por disputarse                                                  | Por disputarse                                                  | Por disputarse                                                  | Por disputarse                                                  | Por disputarse                                                  | Por disputarse                                                  | Por disputarse                                                  |
| Total                    | 6/17                                                            | 22.º                                                            | 17                                                              | 3                                                               | 4                                                               | 10                                                              | 23                                                              | 41                                                              | –18                                                             | Savo Milošević: 5                                               |

### Liga de Naciones de la UEFA
| Liga de Naciones de la UEFA | Liga de Naciones de la UEFA | Liga de Naciones de la UEFA | Liga de Naciones de la UEFA | Liga de Naciones de la UEFA | Liga de Naciones de la UEFA | Liga de Naciones de la UEFA | Liga de Naciones de la UEFA | Liga de Naciones de la UEFA | Liga de Naciones de la UEFA | Liga de Naciones de la UEFA | Liga de Naciones de la UEFA |
| Año                         | L                           | G                           | Ronda                       | Posición                    | J                           | G                           | E                           | P                           | GF                          | GC                          | DG                          |
| --------------------------- | --------------------------- | --------------------------- | --------------------------- | --------------------------- | --------------------------- | --------------------------- | --------------------------- | --------------------------- | --------------------------- | --------------------------- | --------------------------- |
| 2018-19                     | C                           | 4                           | Primer lugar                | 27.º                        | 6                           | 4                           | 2                           | 0                           | 11                          | 4                           | +7                          |
| 2020-21                     | B                           | 3                           | Tercer lugar                | 27.º                        | 6                           | 1                           | 3                           | 2                           | 9                           | 7                           | +2                          |
| 2022-23                     | B                           | 4                           | Primer lugar                | 19.º                        | 6                           | 4                           | 1                           | 1                           | 13                          | 5                           | +8                          |
| Total                       | Total                       | Total                       | 3/3                         | 28.º                        | 18                          | 9                           | 6                           | 3                           | 33                          | 16                          | +17                         |

## Rivalidades
La selección de fútbol de Serbia tiene varias rivalidades, ya sea futbolística, histórica o política. Serbia es una de las naciones más odiadas en Europa y por lo tanto, tiene varias rivalidades:
• Croacia: La rivalidad entre Serbia y Croacia es una de las más intensas en el fútbol europeo. Esta rivalidad tiene raíces históricas y políticas, ya que ambos países formaban parte de la antigua Yugoslavia y se separaron en conflictos violentos en la década de 1990. Los partidos entre Serbia y Croacia suelen generar mucha tensión y pasión nacionalista en ambos lados.
• Albania: La rivalidad entre Serbia y Albania también es de alta significancia, especialmente después de incidentes polémicos en partidos pasados. Las tensiones políticas y étnicas entre ambos países han contribuido a alimentar esta rivalidad.
• Bosnia y Herzegovina: Otra rivalidad importante para Serbia es con Bosnia y Herzegovina. Al igual que con Croacia, la historia y la política han influido en esta rivalidad. Los partidos entre Serbia y Bosnia suelen ser muy disputados y emocionantes.
• Suiza: Ésta rivalidad histórica es un encuentro donde la UEFA evitar dada por diferencias políticas e históricas entre ambas naciones, especialmente que jugadores de origen kosovar integran el plantel suizo. Aunque se hayan enfrentado en varias competencias importantes, tiende a haber conflicto entre los jugadores y fanáticos.
• Montenegro: Este encuentro es de menor calibre que los otros mencionados, ya que no hay cierta enemistad entre ambos, incluso disputaron un mundial formando parte de la antigua Serbia y Montenegro.
• Kosovo: Las recientes y latentes disputas territoriales entre Serbia y Kosovo han generado tensiones más allá de la política, llegando al fútbol.

## Jugadores

### Última convocatoria
Los siguientes jugadores fueron convocados para los partidos de Liga de Naciones contra Austria  en marzo de 2025.
| N.º | Nombre               | Posición       | Edad    | PJ | Goles | Equipo                   |
| --- | -------------------- | -------------- | ------- | -- | ----- | ------------------------ |
| 1   | Predrag Rajković     | Portero        | 29 años | 41 | 0     | Al-Ittihad               |
| 12  | Đorđe Petrović       | Portero        | 25 años | 5  | 0     | Racing de Estrasburgo    |
| 21  | Aleksandar Jovanović | Portero        | 32 años | 1  | 0     | F. K. Partizán           |
| 2   | Ognjen Mimović       | Defensa        | 20 años | 2  | 0     | Zenit de San Petersburgo |
| 3   | Strahinja Pavlović   | Defensa        | 24 años | 44 | 4     | A. C. Milan              |
| 4   | Nikola Milenković    | Defensa        | 27 años | 63 | 3     | Nottingham Forest F. C.  |
| 7   | Aleksa Terzić        | Defensa        | 25 años | 9  | 1     | Red Bull Salzburgo       |
| 13  | Jan-Carlo Simić      | Defensa        | 20 años | 4  | 0     | R. S. C. Anderlecht      |
| 15  | Srđan Babić          | Defensa        | 29 años | 10 | 1     | Spartak de Moscú         |
| 16  | Strahinja Eraković   | Defensa        | 24 años | 14 | 1     | Zenit de San Petersburgo |
| 5   | Nemanja Maksimović   | Centrocampista | 30 años | 55 | 1     | Panathinaikos F. C.      |
| 6   | Nemanja Gudelj       | Centrocampista | 33 años | 68 | 1     | Sevilla F. C.            |
| 10  | Saša Lukić           | Centrocampista | 28 años | 54 | 2     | Fulham F. C.             |
| 11  | Lazar Samardžić      | Centrocampista | 23 años | 19 | 1     | Atalanta B. C.           |
| 14  | Andrija Živković     | Centrocampista | 29 años | 54 | 1     | PAOK                     |
| 17  | Veljko Birmančević   | Centrocampista | 27 años | 12 | 0     | Sparta Praga             |
| 19  | Mirko Topić          | Centrocampista | 24 años | 4  | 0     | F. C. Famalicão          |
| 20  | Stefan Mitrović      | Centrocampista | 22 años | 6  | 0     | O. H. Leuven             |
| 22  | Andrija Maksimović   | Centrocampista | 18 años | 6  | 0     | Estrella Roja            |
|     | Saša Zdjelar         | Centrocampista | 30 años | 9  | 0     | Zenit de San Petersburgo |
| 8   | Luka Jović           | Delantero      | 27 años | 44 | 11    | A. C. Milan              |
| 9   | Nikola Štulić        | Delantero      | 23 años | 1  | 0     | Royal Charleroi S. C.    |
| 18  | Mihajlo Cvetković    | Delantero      | 18 años | 1  | 0     | F. K. Čukarički          |
| 23  | Dušan Vlahović       | Delantero      | 25 años | 34 | 14    | Juventus F. C.           |
| DT  | Dragan Stojković     | Entrenador     | 60 años |    |       |                          |

### Mayores presencias

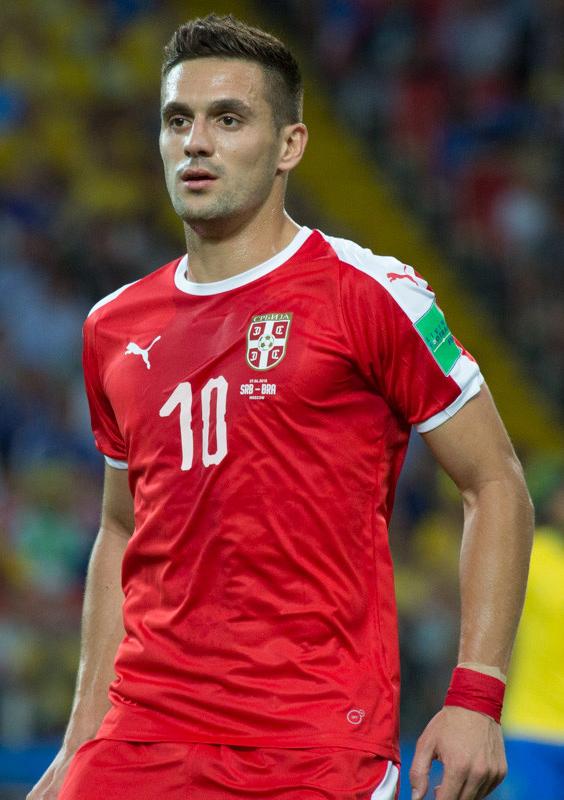
Dušan Tadić es el jugador con más partidos en la historia de Serbia con ciento ocho presencias.

| #  | Jugador             | Periodo   | Partidos | Goles |
| -- | ------------------- | --------- | -------- | ----- |
| 1  | Dušan Tadić         | 2008-act. | 111      | 23    |
| 2  | Branislav Ivanović  | 2005-2018 | 105      | 13    |
| 3  | Dejan Stanković     | 1998-2013 | 103      | 15    |
| 4  | Savo Milošević      | 1994-2008 | 102      | 37    |
| 5  | Aleksandar Kolarov  | 2008-2020 | 94       | 26    |
| 6  | Aleksandar Mitrović | 2013-Act  | 101      | 58    |
| 7  | Dragan Džajić       | 1964-1979 | 85       | 23    |
| 8  | Dragan Stojković    | 1983-2001 | 84       | 15    |
| 8  | Vladimir Stojković  | 2006-2018 | 84       | 0     |
| 10 | Zoran Tošić         | 2007-2016 | 76       | 11    |

### Máximos goleadores
- Actualizado en junio de 2024.

| #  | Jugador             | Periodo   | Goles | PJ. | Promedio |
| -- | ------------------- | --------- | ----- | --- | -------- |
| 1  | Aleksandar Mitrović | 2013-act. | 62    | 101 | 0.64     |
| 2  | Stjepan Bobek       | 1946-1956 | 38    | 63  | 0.60     |
| 3  | Savo Milošević      | 1994-2008 | 37    | 102 | 0.36     |
| 3  | Blagoje Marjanović  | 1926-1938 | 37    | 58  | 0.64     |
| 3  | Milan Galić         | 1959-1965 | 37    | 51  | 0.72     |
| 6  | Rajko Mitić         | 1946-1957 | 32    | 59  | 0.54     |
| 7  | Dušan Bajević       | 1970-1977 | 29    | 37  | 0.78     |
| 8  | Todor Veselinović   | 1953-1961 | 28    | 37  | 0.76     |
| 9  | Predrag Mijatović   | 1989-2003 | 27    | 73  | 0.37     |
| 10 | Borivoje Kostić     | 1956-1964 | 26    | 33  | 0.79     |

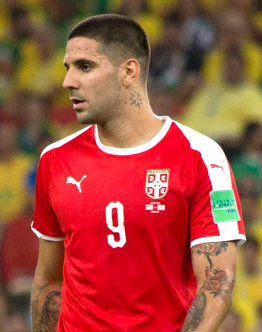
Aleksandar Mitrović es el máximo goleador en la historia de Serbia con cincuenta y cinco goles en ochenta y dos partidos.

- En negrita, jugadores aún en activo.

### Capitanes (desde 1994)
| Jugador            | Periodo   |
| ------------------ | --------- |
| Dragan Stojković   | 1994-2001 |
| Savo Milošević     | 2001-2006 |
| Dejan Stanković    | 2006-2011 |
| Nemanja Vidić      | 2011      |
| Branislav Ivanović | 2012-2018 |
| Aleksandar Kolarov | 2018-2020 |
| Dušan Tadić        | 2011-     |

## Seleccionadores
- Actualizado al 17 de octubre de 2023.
| Seleccionador                                | Periodo   | Partidos | PG  | PE | PP | Torneos mayores                      |
| -------------------------------------------- | --------- | -------- | --- | -- | -- | ------------------------------------ |
| Slobodan Santrač                             | 1994–1998 | 43       | 26  | 10 | 7  | Copa Mundial 1998 – Octavos de final |
| Milan Živadinović                            | 1998–1999 | 6        | 3   | 2  | 1  |                                      |
| Vujadin Boškov                               | 1999–2000 | 15       | 6   | 5  | 4  | Eurocopa 2000 – Cuartos de final     |
| Ilija Petković                               | 2000–2001 | 4        | 2   | 1  | 1  |                                      |
| Milovan Đorić                                | 2001      | 3        | 0   | 2  | 1  |                                      |
| Vujadin Boškov Ivan Ćurković Dejan Savićević | 2001      | 8        | 4   | 2  | 2  |                                      |
| Dejan Savićević                              | 2001–2003 | 17       | 4   | 3  | 10 |                                      |
| Ilija Petković                               | 2003–2006 | 30       | 11  | 10 | 9  | Copa Mundial 2006 – fase de grupos   |
| Javier Clemente                              | 2006–2007 | 16       | 7   | 7  | 2  |                                      |
| Miroslav Đukić                               | 2007–2008 | 5        | 0   | 2  | 3  |                                      |
| Radomir Antić                                | 2008–2010 | 28       | 17  | 3  | 8  | Copa Mundial 2010 – fase de grupos   |
| Vladimir Petrović                            | 2010–2011 | 13       | 5   | 3  | 5  |                                      |
| Radovan Ćurčić (interino)                    | 2011–2012 | 5        | 2   | 1  | 2  |                                      |
| Siniša Mihajlović                            | 2012–2013 | 19       | 7   | 4  | 8  |                                      |
| Ljubinko Drulović (interino)                 | 2014      | 4        | 2   | 1  | 1  |                                      |
| Dick Advocaat                                | 2014      | 4        | 0   | 2  | 2  |                                      |
| Radovan Ćurčić                               | 2014–2016 | 11       | 5   | 0  | 6  |                                      |
| Slavoljub Muslin                             | 2016–2017 | 15       | 8   | 5  | 2  |                                      |
| Mladen Krstajić                              | 2017–2019 | 19       | 9   | 5  | 5  | Copa Mundial 2018 – fase de grupos   |
| Ljubiša Tumbaković                           | 2019–2020 | 14       | 6   | 5  | 3  |                                      |
| Ilija Stolica (interino)                     | 2021      | 2        | 0   | 2  | 0  |                                      |
| Dragan Stojković                             | 2021–     | 33       | 20  | 6  | 7  | Copa Mundial 2022 – fase de grupos   |
|                                              | TOTAL     | 314      | 144 | 81 | 89 |                                      |

## Récord ante otras selecciones
Actualizado al 15 de octubre de 2024.
| País                 | J   | G  | E  | P  | GF  | GC  | GD  |
| -------------------- | --- | -- | -- | -- | --- | --- | --- |
| Albania              | 2   | 1  | 0  | 1  | 2   | 3   | –1  |
| Alemania             | 3   | 1  | 1  | 1  | 3   | 3   | 0   |
| Argelia              | 1   | 1  | 0  | 0  | 3   | 0   | +3  |
| Armenia              | 5   | 3  | 2  | 0  | 8   | 1   | +7  |
| Australia            | 2   | 0  | 1  | 1  | 1   | 2   | –1  |
| Austria              | 5   | 3  | 0  | 2  | 10  | 8   | +2  |
| Azerbaiyán           | 5   | 5  | 0  | 0  | 16  | 4   | +12 |
| Baréin               | 1   | 1  | 0  | 0  | 5   | 1   | +4  |
| Bélgica              | 5   | 1  | 0  | 4  | 4   | 9   | –5  |
| Bolivia              | 1   | 1  | 0  | 0  | 5   | 1   | +4  |
| Brasil               | 3   | 0  | 0  | 3  | 0   | 5   | –5  |
| Bulgaria             | 4   | 2  | 2  | 0  | 10  | 4   | +6  |
| Camerún              | 2   | 1  | 1  | 0  | 7   | 6   | +1  |
| Catar                | 3   | 2  | 0  | 1  | 8   | 3   | +5  |
| Chile                | 2   | 1  | 0  | 1  | 3   | 2   | +1  |
| China                | 1   | 1  | 0  | 0  | 2   | 0   | +2  |
| Chipre               | 5   | 4  | 1  | 0  | 8   | 2   | +6  |
| Colombia             | 1   | 0  | 0  | 1  | 0   | 1   | –1  |
| Corea del Sur        | 3   | 1  | 1  | 1  | 3   | 3   | 0   |
| Costa Rica           | 1   | 1  | 0  | 0  | 1   | 0   | +1  |
| Croacia              | 2   | 0  | 1  | 1  | 1   | 3   | –2  |
| Dinamarca            | 5   | 0  | 1  | 4  | 1   | 10  | –9  |
| Escocia              | 3   | 1  | 2  | 0  | 3   | 1   | +2  |
| Eslovenia            | 5   | 1  | 3  | 1  | 8   | 6   | +2  |
| España               | 3   | 0  | 1  | 2  | 0   | 5   | –5  |
| Estados Unidos       | 2   | 1  | 1  | 0  | 2   | 1   | +1  |
| Estonia              | 3   | 1  | 1  | 1  | 3   | 4   | –1  |
| Finlandia            | 2   | 1  | 1  | 0  | 2   | 0   | +2  |
| Francia              | 5   | 0  | 2  | 3  | 4   | 8   | –4  |
| Gales                | 4   | 2  | 2  | 0  | 11  | 3   | +8  |
| Georgia              | 2   | 2  | 0  | 0  | 4   | 1   | +3  |
| Ghana                | 1   | 0  | 0  | 1  | 0   | 1   | –1  |
| Grecia               | 2   | 1  | 0  | 1  | 2   | 1   | +1  |
| Honduras             | 1   | 0  | 0  | 1  | 0   | 2   | –2  |
| Hungría              | 6   | 2  | 1  | 3  | 5   | 6   | –1  |
| Inglaterra           | 1   | 0  | 0  | 1  | 0   | 1   | –1  |
| Irlanda              | 7   | 3  | 4  | 0  | 10  | 7   | +3  |
| Irlanda del Norte    | 3   | 3  | 0  | 0  | 4   | 1   | +3  |
| Islas Feroe          | 4   | 4  | 0  | 0  | 10  | 1   | +9  |
| Israel               | 2   | 2  | 0  | 0  | 5   | 1   | +4  |
| Italia               | 2   | 0  | 1  | 1  | 1   | 4   | –3  |
| Jamaica              | 2   | 1  | 1  | 0  | 3   | 2   | +1  |
| Japón                | 3   | 2  | 0  | 1  | 5   | 1   | +4  |
| Jordania             | 1   | 1  | 0  | 0  | 3   | 2   | +1  |
| Kazajistán           | 2   | 1  | 0  | 1  | 2   | 2   | 0   |
| Lituania             | 8   | 7  | 0  | 1  | 20  | 6   | +14 |
| Luxemburgo           | 4   | 4  | 0  | 0  | 11  | 4   | +7  |
| Macedonia del Norte  | 3   | 1  | 1  | 1  | 6   | 3   | +3  |
| Marruecos            | 1   | 0  | 0  | 1  | 1   | 2   | –1  |
| México               | 1   | 0  | 0  | 1  | 0   | 2   | –2  |
| Moldavia             | 2   | 2  | 0  | 0  | 6   | 0   | +6  |
| Montenegro           | 4   | 4  | 0  | 0  | 9   | 2   | +7  |
| Nigeria              | 1   | 1  | 0  | 0  | 2   | 0   | +2  |
| Noruega              | 4   | 2  | 1  | 1  | 5   | 3   | +2  |
| Nueva Zelanda        | 1   | 0  | 0  | 1  | 0   | 1   | –1  |
| Panamá               | 2   | 0  | 2  | 0  | 1   | 1   | 0   |
| Paraguay             | 1   | 1  | 0  | 0  | 1   | 0   | +1  |
| Polonia              | 5   | 0  | 3  | 2  | 3   | 5   | –2  |
| Portugal             | 8   | 1  | 4  | 3  | 11  | 14  | –3  |
| República Checa      | 2   | 1  | 0  | 1  | 4   | 5   | –1  |
| República Dominicana | 1   | 0  | 1  | 0  | 0   | 0   | 0   |
| Rumania              | 4   | 2  | 2  | 0  | 10  | 4   | +6  |
| Rusia                | 7   | 1  | 2  | 4  | 9   | 12  | –3  |
| Sudáfrica            | 1   | 1  | 0  | 0  | 3   | 1   | +2  |
| Suecia               | 5   | 4  | 0  | 1  | 11  | 3   | +8  |
| Suiza                | 3   | 1  | 0  | 2  | 5   | 5   | 0   |
| Turquía              | 2   | 0  | 2  | 0  | 2   | 2   | 0   |
| Ucrania              | 5   | 0  | 1  | 4  | 2   | 12  | –10 |
| Total                | 203 | 92 | 50 | 61 | 310 | 219 | +91 |

1. ↑  El partido clasificatorio para la Eurocopa 2008 fue abandonado cuando el partido iba 0–0 justo antes del medio tiempo por "varios incidentes", por lo que los jugadores de Albania se negaron a regresar al juego. La UEFA decretó que Albania perdió el partido por abandono y se decretó la victoria 3–0 para Serbia, pero más tarde le restaron tres puntos a Serbia por los incidentes. Serbia jugó los siguientes dos partidos a puerta cerrada y las federaciones de Serbia y Albania fueron multadas con €100,000.[5] Ambas federaciones apelaron la sanción,[6][7] pero la decisión de la UEFA fue inapelable.[8] Ambas asociaciones apelaron ante el TAS,[9] y el 10 de julio de 2015 el TAS rechazó la apelación de Serbia, pero la de Albania la aceptó a medias, por el partido que terminó 0-3.[10] Serbia apeló ante el Tribunal Federal Supremo de Suiza.[11]
2. ↑  El partido fue abandonado a los seis minutos de iniciado porque los aficionados de Serbia estaban ocasionando disturbios.[12] El comité disciplinario de la UEFA decretó que el partido terminó 0-3 a favor de Italia.[13]